# Missale Gothicum
Le Missale Gothicum est un manuscrit enluminé contenant un sacramentaire daté des années 700. Il provient d'un scriptorium mérovingien, peut-être celui du monastère de Luxeuil et contient une liturgie gallicane propre aux monastères francs au cours du VIIIe siècle. Il est actuellement conservé à la Bibliothèque apostolique vaticane. 

## Historique
Le manuscrit a été copié aux environs de 700 dans un scriptorium utilisant la calligraphie originaire du monastère de Luxeuil et couramment utilisé en Bourgogne à l'époque. Il a probablement été réalisé pour une église d'Autun. Par la suite, la manuscrit est peut-être conservé à l'abbaye de Fleury. Après le sac de celle-ci en 1562 par les armées huguenotes, les manuscrits de l'abbaye sont récupérés par Pierre Daniel. Sa bibliothèque est acquise à sa mort par Paul Petau en 1604 puis par son fils Alexandre. Les livres de ce dernier sont achetés en 1650 par Isaac Vossius pour la reine Christine de Suède qui les transportent à Stockholm puis à Rome. L'ensemble de sa bibliothèque est acquis par la Bibliothèque apostolique vaticane en 1689.

## Description
Le manuscrit est un sacramentaire contenant 77 messes dont 32 pour le temporel, 36 sont consacrées à des saints aussi bien bibliques, romains que gaulois, 2 pour des cérémonies de baptême, 6 pour des dimanches et une messe quotidienne. Le manuscrit reste pour autant incomplet. Il a été copié par quatre scribes différents. Il ne contient aucune miniature ni représentation figurée, mais simplement des ornements de lettrines ou de marges, exemplaire du style de l'enluminure mérovingienne en cours en Bourgogne et particulièrement à Luxeuil à cette époque. 